# 横瀬川
横瀬川（よこぜがわ）は、埼玉県秩父地方を流れる荒川水系の河川である。

## 地理
埼玉県秩父郡横瀬町・飯能市の二子山・武川岳付近に源を発し、横瀬町、秩父市、を流れ、その間に六番沢、関ノ入谷、大棚川などを合わせ秩父市黒谷附近の和銅大橋近辺で荒川に合流する。
水質pHがおよそ7.5 - 9.5と比較的高いが、原因として、主に流域が石灰岩層の地質である他、夏季における藻類発生による一次生産の影響も考えられている。

## 支流
- 牛喰谷
- 小島沢川
- 六番沢
- 関ノ入谷
- 生川
- 増沢川
- 大棚川
- 定峰川

ほか

## 橋梁
- 中井橋 - 国道299号
- 赤谷橋  - 国道299号
- 浜の沢橋 - 町道（芦ヶ久保駅前）
- 滝の枕橋 - 国道299号
- 新山口橋 - 国道299号
- 武光橋 - 国道299号
- 横瀬橋 - 国道299号
- 下横瀬橋
- 語歌橋 - 埼玉県道11号熊谷小川秩父線
- 高篠橋 - 埼玉県道82号長瀞玉淀自然公園線
- 原谷橋 - 国道140号
- 下小川橋
- 横瀬川橋梁 - 秩父鉄道秩父本線

## 流域の観光地
- あしがくぼ果樹公園村
- 羊山公園
- 秩父聖地公園